# Championnats d'Amérique du Sud d'athlétisme 2006
Navigation
Cali 2005 São Paulo 2007
Les 44e Championnats d'Amérique du Sud d'athlétisme ont eu lieu du 29 septembre 2006 au 1er octobre 2006 à Tunja, en Colombie.

## Résultats

### Hommes
| Épreuve | Or                                                                                               | Or                | Argent                                                                | Argent            | Bronze                                                                          | Bronze            |
| --- | ------------------------------------------------------------------------------------------------ | ----------------- | --------------------------------------------------------------------- | ----------------- | ------------------------------------------------------------------------------- | ----------------- |
| 100 m | Daniel Grueso Colombie                                                                           | 10 s 50           | Kael Becerra Chili                                                    | 10 s 50           | José Carlos Moreira Brésil                                                      | 10 s 51           |
| 200 m | Basílio de Morães Brésil                                                                         | 20 s 70           | Daniel Grueso Colombie                                                | 20 s 99           | Heber Viera Uruguay                                                             | 21 s 10           |
| 400 m | Sanderlei Claro Parrela Brésil                                                                   | 46 s 19           | Eduardo Vasconcelos Brésil                                            | 46 s 65           | Javier Mosquera Colombie                                                        | 46 s 88           |
| 800 m | Fabiano Peçanha Brésil                                                                           | 1 min 49 s 55     | Hudson de Souza Brésil                                                | 1 min 49 s 97     | John Chávez Colombie                                                            | 1 min 51 s 81     |
| 1 500 m | Hudson de Souza Brésil                                                                           | 3 min 46 s 98     | Fredy Espinoza Colombie                                               | 3 min 50 s 82     | Byron Piedra Équateur                                                           | 3 min 54 s 48     |
| 5 000 m | Juan Diego Contreras Pérou                                                                       | 14 min 59 s 06    | Bayron Piedra Équateur                                                | 15 min 0 s 00     | Eduardo Arequipa Bolivie                                                        | 15 min 0 s 70     |
| 10 000 m | Jacinto López Colombie                                                                           | 31 min 41 s 00    | Juan Diego Contreras Pérou                                            | 31 min 41 s 58    | Jason Gutiérrez Colombie                                                        | 31 min 44 s 25    |
| 110 m haies | Paulo Villar Colombie                                                                            | 13 s 62           | Anselmo Gomes da Silva Brésil                                         | 13 s 78           | Mateus Facho Inocêncio Brésil                                                   | 13 s 84           |
| 400 m haies | Tiago Bueno Brésil                                                                               | 49 s 96           | Luis Montenegro Chili                                                 | 50 s 17           | Raphael Fernandes Brésil                                                        | 50 s 49           |
| 3000 m steeple | Sergio Lobos Chili                                                                               | 9 min 15 s 42     | Diego Moreno Pérou                                                    | 9 min 21 s 28     | Gladson Barbosa Brésil                                                          | 9 min 22 s 51     |
| 4 × 100 m | Brésil Eliezer de Almeida Basílio de Morães Vicente Lenílson de Lima José Carlos Moreira         | 39 s 03           | Colombie Harlin Echavarria Eduard Mena Álvaro Gómez Paulo Villar      | 40 s 17           | Argentine Jose Manuel Garaventa Gustavo Aguirre Ivan Altamirano Mariano Jiménez | 40 s 47           |
| 4 × 400 m | Brésil Fernando Pereira de Almeida Sanderlei Claro Parrela Eduardo Vasconcelos Raphael Fernandes | 3 min 3 s 05      | Colombie Geiner Mosquera Amilkar Torres Javier Mosquera Juan Maturana | 3 min 6 s 49      | Venezuela Josner Rodriguez Jose Cespedes Victor Solarte Roberto Lineros         | 3 min 10 s 43     |
| 20 000 m marche | Gustavo Restrepo Colombie                                                                        | 1 h 28 min 12 s 0 | Xavier Moreno Équateur                                                | 1 h 29 min 50 s 2 | Patricio Ortega Équateur                                                        | 1 h 35 min 29 s 1 |
| Saut en hauteur | Jessé de Lima Brésil                                                                             | 2,28 m CR         | Gilmar Mayo Colombie                                                  | 2,20 m            | Santiago Guerci Argentine Fabio Baptista Brésil                                 | 2,13 m            |
| Saut à la perche | Germán Chiaraviglio Argentine                                                                    | 5,40 m CR=        | Javier Benítez Argentine                                              | 5,35 m            | Fábio Gomes da Silva Brésil                                                     | 5,20 m            |
| Saut en longueur | Rogério Bispo Brésil                                                                             | 8,32 m (w)        | Louis Tristán Pérou                                                   | 8,09 m NR         | Rodrigo Araújo Brésil                                                           | 8,05 m            |
| Triple saut | Hugo Chila Équateur                                                                              | 16,68 m (w)       | Thiago Carahyba Dias Brésil                                           | 16,57 m (w)       | Jhon Murillo Colombie                                                           | 16,36 m (w)       |
| Lancer du poids | Germán Lauro Argentine                                                                           | 18,97 m           | Marco Antonio Verni Chili                                             | 18,62 m           | Marcelo Moreira Brésil                                                          | 17,84 m           |
| Lancer du disque | Jorge Balliengo Argentine                                                                        | 60,19 m           | Ronald Julião Brésil                                                  | 57,02 m           | Gustavo Mendonça Brésil                                                         | 51,15 m           |
| Lancer du marteau | Juan Ignacio Cerra Argentine                                                                     | 71,20 m           | Patricio Palma Chili                                                  | 67,30 m           | Wagner Domingos Brésil                                                          | 67,27 m           |
| Lancer du javelot | Noraldo Palacios Colombie                                                                        | 79,09 m NR        | Víctor Fatecha Paraguay                                               | 76,79 m NJR       | João Carlos Martins Brésil                                                      | 75,26 m           |
| Décathlon | Carlos Eduardo Chinin Brésil                                                                     | 7 208 pts         | Erik Kerwitz Argentine                                                | 7 188 pts         | Enrique Aguirre Argentine                                                       | 6 683 pts         |
| Records et Performances - AR : Record continental (area record) - CR : Record des championnats (championship record) - MR : Record du meeting (meet record) - NR : Record national (national record) - OR : Record olympique (olympic record) - PR : Record paralympique (paralympic record) - PB : Record personnel (personal best) - SB : Meilleure performance personnelle de la saison (season's best) - WL : Meilleure performance mondiale de l'année (world leader) - WJR : Record du monde junior (world junior record) - WR : Record du monde (world record) Circonstances et Conditions - DNF : N'a pas terminé (did not finish) - DNS : N'a pas pris le départ (did not start) - DQ : Disqualification (disqualification) - NM : Aucun essai valable enregistré (No Mark) - Q : Qualifié « directement » au prochain tour (ou à la prochaine compétition), lors d'une compétition majeure, grâce au classement ou à la réalisation des minima (automatic qualifier) - q : Qualifié au prochain tour (ou à la prochaine compétition), lors d'une compétition majeure, grâce au repêchage ou à la réalisation de l'une des meilleures performances parmi celles des « non qualifiés directement » (grâce au meilleur temps ou à la meilleure distance par exemple) (secondary qualifier) |                                                                                                  |                   |                                                                       |                   |                                                                                 |                   |

### Femmes
| Épreuve | Or                                                                                       | Or                | Argent                                                                            | Argent            | Bronze                                                               | Bronze            |
| --- | ---------------------------------------------------------------------------------------- | ----------------- | --------------------------------------------------------------------------------- | ----------------- | -------------------------------------------------------------------- | ----------------- |
| 100 m | Rosemar Coelho Neto Brésil                                                               | 11 s 53           | Yomara Hinestroza Colombie                                                        | 11 s 72           | Darlenys Obregón Colombie                                            | 11 s 72           |
| 200 m | Rosemar Coelho Neto Brésil                                                               | 23 s 44           | Darlenys Obregón Colombie                                                         | 23 s 58           | Wanda Ferreira Gomes Brésil                                          | 23 s 76           |
| 400 m | Lucimar Teodoro Brésil                                                                   | 53 s 31           | Perla Regina dos Santos Brésil                                                    | 53 s 82           | Alejandra Idrobo Colombie                                            | 53 s 94           |
| 800 m | Christiane Ritz dos Santos Brésil                                                        | 2 min 10 s 15     | Muriel Coneo Colombie                                                             | 2 min 14 s 13     | Diana Armas Équateur                                                 | 2 min 18 s 67     |
| 1 500 m | Juliana Azevedo Brésil                                                                   | 4 min 33 s 74     | Ana Joaquina Rondón Colombie                                                      | 4 min 37 s 03     | Muriel Coneo Colombie                                                | 4 min 55 s 24     |
| 5 000 m | Bertha Sánchez Colombie                                                                  | 17 min 16 s 39    | Ana Joaquina Rondón Colombie                                                      | 17 min 17 s 11    | Rosa Apaza Bolivie                                                   | 17 min 18 s 31    |
| 10 000 m | Bertha Sánchez Colombie                                                                  | 37 min 36 s 16    | Ednalva da Silva Brésil                                                           | 37 min 37 s 47    | Rosa Apaza Bolivie                                                   | 37 min 38 s 12    |
| 100 m haies | Maíla Machado Brésil                                                                     | 13 s 28           | Francisca Guzmán Chili                                                            | 13 s 83           | Gilveneide de Oliveira Brésil                                        | 14 s 06           |
| 400 m haies | Lucimar Teodoro Brésil                                                                   | 58 s 16           | Perla Regina dos Santos Brésil                                                    | 58 s 40           | Lucy Jaramillo Équateur                                              | 58 s 93           |
| 3000 m steeple | Bertha Sánchez Colombie                                                                  | 10 min 48 s 44    | Zenaide Vieira Brésil                                                             | 10 min 56 s 16    | Michelle Barreto de Costa Brésil                                     | 11 min 34 s 53    |
| 4 × 100 m | Brésil Maíla Machado Lucimar Aparecida de Moura Rosemar Coelho Neto Wanda Ferreira Gomes | 44 s 72           | Colombie Shirley Aragón María Alejandra Idrobo Darlenys Obregón Yomara Hinestroza | 44 s 78           | Équateur Erika Chávez Lucy Jaramillo Mayra Pachito Victoria Quiñonez | 47 s 47           |
| 4 × 400 m | Brésil Lucimar Teodoro Perla Regina dos Santos Sheila Ferreira Juliana de Azevedo        | 3 min 32 s 56     | Colombie Muriel Coneo Princesa Oliveros Shirley Aragón Alejandra Idrovo           | 3 min 37 s 12     | Équateur Erika Chavez Lucy Jaramillo Diana Armas Karina Caicedo      | 3 min 47 s 58     |
| 20 000 m marche | Yadira Guamán Équateur                                                                   | 1 h 46 min 06 s 7 | Luz Villamarín Colombie                                                           | 1 h 46 min 40 s 3 | Magaly Andrade Équateur                                              | 1 h 46 min 40 s 4 |
| Saut en hauteur | Caterine Ibargüen Colombie                                                               | 1,90 m            | Solange Witteveen Argentine                                                       | 1,82 m            | Eliana Renata da Silva Brésil                                        | 1,82 m            |
| Saut à la perche | Fabiana Murer Brésil                                                                     | 4,47 m CR         | Carolina Torres Chili                                                             | 4,25 m            | Alejandra García Argentine                                           | 4,00 m            |
| Saut en longueur | Maurren Maggi Brésil                                                                     | 6,86 m (w)        | Caterine Ibargüen Colombie                                                        | 6,51 m (w)        | Fernanda Gonçalves Brésil                                            | 6,36 m (w)        |
| Triple saut | Tânia Ferreira da Silva Brésil                                                           | 13,92 m CR        | Caterine Ibargüen Colombie                                                        | 13,91 m NR        | Fabrícia da Silva Brésil                                             | 13,39 m           |
| Lancer du poids | Elisângela Adriano Brésil                                                                | 17,37 m           | Andréa Pereira Brésil                                                             | 16,27 m           | Luz Dary Castro Colombie                                             | 16,26 m           |
| Lancer du disque | Elisângela Adriano Brésil                                                                | 56,18 m           | Luz Dary Castro Colombie                                                          | 48,88 m           | Karen Gallardo Chili                                                 | 48,75 m           |
| Lancer du marteau | Jennifer Dahlgren Argentine                                                              | 69,07 m CR        | Eli Johana Moreno Colombie                                                        | 64,94 m           | Katiuscia de Jesus Brésil                                            | 64,58 m NR        |
| Lancer du javelot | Alessandra Resende Brésil                                                                | 58,11 m           | Zuleima Araméndiz Colombie                                                        | 55,60 m           | Sabina Moya Colombie                                                 | 54,52 m           |
| Heptathlon | Elizete Marques da Silva Brésil                                                          | 5612 pts          | Jaílma Sales de Lima Brésil                                                       | 5348 pts          | Andrea Bordalejo Argentine                                           | 5015 pts          |
| Records et Performances - AR : Record continental (area record) - CR : Record des championnats (championship record) - MR : Record du meeting (meet record) - NR : Record national (national record) - OR : Record olympique (olympic record) - PR : Record paralympique (paralympic record) - PB : Record personnel (personal best) - SB : Meilleure performance personnelle de la saison (season's best) - WL : Meilleure performance mondiale de l'année (world leader) - WJR : Record du monde junior (world junior record) - WR : Record du monde (world record) Circonstances et Conditions - DNF : N'a pas terminé (did not finish) - DNS : N'a pas pris le départ (did not start) - DQ : Disqualification (disqualification) - NM : Aucun essai valable enregistré (No Mark) - Q : Qualifié « directement » au prochain tour (ou à la prochaine compétition), lors d'une compétition majeure, grâce au classement ou à la réalisation des minima (automatic qualifier) - q : Qualifié au prochain tour (ou à la prochaine compétition), lors d'une compétition majeure, grâce au repêchage ou à la réalisation de l'une des meilleures performances parmi celles des « non qualifiés directement » (grâce au meilleur temps ou à la meilleure distance par exemple) (secondary qualifier) |                                                                                          |                   |                                                                                   |                   |                                                                      |                   |

## Tableau des médailles
| Rang  | Nation    | Or | Argent | Bronze | Total |
| ----- | --------- | -- | ------ | ------ | ----- |
| 1     | Brésil    | 26 | 11     | 18     | 55    |
| 2     | Colombie  | 9  | 18     | 9      | 36    |
| 3     | Argentine | 5  | 3      | 5      | 13    |
| 4     | Équateur  | 2  | 2      | 7      | 11    |
| 5     | Chili     | 1  | 6      | 1      | 8     |
| 6     | Pérou     | 1  | 3      | 0      | 4     |
| 7     | Paraguay  | 0  | 1      | 0      | 1     |
| 8     | Bolivie   | 0  | 0      | 3      | 3     |
| 9=    | Uruguay   | 0  | 0      | 1      | 1     |
| 9=    | Venezuela | 0  | 0      | 1      | 1     |
| Total | Total     | 44 | 44     | 45     | 133   |

## Tableau des points
Les scores sont calculés en attribuant des points à chaque pays dont un athlète termine dans les 6 premiers d’une épreuve.
| Rang | Pays      | Total |
| ---- | --------- | ----- |
| 1    | Brésil    | 498   |
| 2    | Colombie  | 317   |
| 3    | Argentine | 152   |
| 4    | Équateur  | 116   |
| 5    | Chili     | 67    |
| 6    | Pérou     | 28    |